# Episodi di Operazione ladro (seconda stagione)
La seconda stagione della serie televisiva Operazione ladro (It Takes a Thief) è andata in onda negli Stati Uniti dal 24 settembre 1968 al 22 aprile 1969 sulla ABC.
| nº | Titolo originale                 | Prima TV USA      | Titolo italiano | Prima TV Italia |
| -- | -------------------------------- | ----------------- | --------------- | --------------- |
| 1  | One Night on Soledade            | 24 settembre 1968 |                 |                 |
| 2  | A Sour Note                      | 1º ottobre 1968   |                 |                 |
| 3  | The Bill is in Committee         | 8 ottobre 1968    |                 |                 |
| 4  | The Thingamabob Heist            | 15 ottobre 1968   |                 |                 |
| 5  | Get Me to the Revolution on Time | 22 ottobre 1968   |                 |                 |
| 6  | The Packager                     | 29 ottobre 1968   |                 |                 |
| 7  | Hans Across the Border (1)       | 12 novembre 1968  |                 |                 |
| 8  | Hans Across the Border (2)       | 19 novembre 1968  |                 |                 |
| 9  | A Case of Red Turnips            | 26 novembre 1968  |                 |                 |
| 10 | The Galloping Skin Game          | 3 dicembre 1968   |                 |                 |
| 11 | Glass Riddle                     | 17 dicembre 1968  |                 |                 |
| 12 | To Catch a Roaring Lion          | 31 dicembre 1968  |                 |                 |
| 13 | Guess Who's Coming to Rio?       | 7 gennaio 1969    |                 |                 |
| 14 | The Artist is for Framing        | 21 gennaio 1969   |                 |                 |
| 15 | The Naked Billionaire            | 28 gennaio 1969   |                 |                 |
| 16 | A Matter of Grey Matter (1)      | 4 febbraio 1969   |                 |                 |
| 17 | A Matter of Grey Matter (2)      | 11 febbraio 1969  |                 |                 |
| 18 | Catspaw                          | 18 febbraio 1969  |                 |                 |
| 19 | Boom at the Top                  | 25 febbraio 1969  |                 |                 |
| 20 | The Funeral is on Mundy          | 11 marzo 1969     |                 |                 |
| 21 | The Baranoff Timetable           | 18 marzo 1969     |                 |                 |
| 22 | Rock-Bye, Bye, Baby              | 25 marzo 1969     |                 |                 |
| 23 | The Family                       | 1º aprile 1969    |                 |                 |
| 24 | 38-23-36                         | 8 aprile 1969     |                 |                 |
| 25 | The Great Chess Gambit           | 15 aprile 1969    |                 |                 |
| 26 | Mad In Japan                     | 22 aprile 1969    |                 |                 |

## One Night on Soledade
- Prima televisiva: 24 settembre 1968
- Diretto da: Don Weis
- Scritto da: Alan Caillou

### Trama
- Guest star:

## A Sour Note
- Prima televisiva: 1º ottobre 1968
- Diretto da: Don Weis
- Soggetto di: Gene L. Coon, Mort Zarcoff

### Trama
- Guest star: John Sebastian (Kratz), Martin Kosleck (Schroeder), Henry Dar Boggia (Butler), Vince Williams (Hogan), Suzanne Pleshette (Angela Funello), Harvey Lembeck (Gino), Gino Conforti (Luigi Dimontelli), Bruce Gordon (Tonio Boselli), Tony Dante (guardia)

## The Bill is in Committee
- Prima televisiva: 8 ottobre 1968
- Diretto da: Don Weis
- Scritto da: Elroy Schwartz

### Trama
- Guest star: Tom Basham (Hagney), Jocelyn Lane (Michelle), Alex Rodine (guardia), Donald Lawton (Butler), Roger C. Carmel (Premier Paz), John van Dreelen (Valdone), Yvonne Craig (Roxanne), Gordon Oliver (Marks)

## The Thingamabob Heist
- Prima televisiva: 15 ottobre 1968
- Diretto da: Jack Arnold
- Scritto da: Burt Styler

### Trama
- Guest star: Walter Woolf King (Curator), Ann Morell (Lady Barber), Ben Frank (autista), Tiger Joe Marsh (uomo B), Ricardo Montalbán (Nick Grobbo), Sharon Acker (dottor Edwina Hopkins), Bill Russell (George), Kay Peters (contessa), Noah Keen (professore Corcoran), James Gavin (sentinella), Don Ross (agente S.I.A.), Martin Kosleck (agente), Gene Dynarski (agente), Sharon Harvey (Lady Cook), Milt Kogan (Man A)

## Get Me to the Revolution on Time
- Prima televisiva: 22 ottobre 1968
- Diretto da: Leonard Horn
- Scritto da: Glen A. Larson, Paul Tuckahoe

### Trama
- Guest star: Darlene Enlow (signora), Peter Marland-Jones (Cormack Shannon), Victor Bozeman (ufficiale), Keith Walker (uomo), Ivan Dixon (generale Kristoff), Morgan Woodward (Ivor Phillips), Ena Hartman (Jasmin), Wende Wagner (Linda (Linda Phillips), Robert F. Simon (Vogel), Rodolfo Hoyos, Jr. (Machado (Gregorio Machado), Ivan Triesault (Kruger), Émile Genest (Boileau), Paul Factor (ufficiale)

## The Packager
- Prima televisiva: 29 ottobre 1968
- Diretto da: Leonard Horn
- Scritto da: Leonard Stadd

### Trama
- Guest star: Fabian Dean (caposquadra), Margaret Field (Miss Hibler), Robert Reese (senatore), Lew Brown (guardia camera blindata), Alex Dreier (Ambrose "Amby" Billington), Lee Meredith (Helena Sedley), William Smithers (Mr. Aiken (William Aiken), John McCann (Edmund), Lane Bradford (Anderson), Jim Malinda (Wilke), James McEachin (guardia all'ingresso), Foster Brooks (giudice)

## Hans Across the Border (1)
- Prima televisiva: 12 novembre 1968
- Diretto da: Don Weis
- Scritto da: Glen A. Larson

### Trama
- Guest star: James Flavin (generale Levin), Than Wyenn (Hans Schiller), Dennis McCarthy (dottore), Erik Holland (Schneider), Joseph Cotten (colonnello Heinrich), Pamela Austin (Corey Levin), Mario Alcalde (Hardtman), Frank DeKova (generale Tashkov (Generale Georgei Tashkov), Georg Stanford Brown (Bates), John Hoyt (Mundt), Willi Koopman (Heide Schiller), Robert Boon (dottore tedesco)

## Hans Across the Border (2)
- Prima televisiva: 19 novembre 1968
- Diretto da: Don Weis
- Scritto da: Glen A. Larson

### Trama
- Guest star: James Flavin (generale Levin), Than Wyenn (Hans Schiller), Dennis McCarthy (dottore), Erik Holland (Schneider), Joseph Cotten (colonnello Heinrich), Pamela Austin (Corey Levin), Frank DeKova (generale Georgei Tashkov), Mario Alcalde (Hardtman), Georg Stanford Brown (Bates), John Hoyt (Mundt), Willi Koopman (Heide (Heide Schiller), Robert Boon (dottore tedesco)

## A Case of Red Turnips
- Prima televisiva: 26 novembre 1968
- Diretto da: Don Weis
- Scritto da: Mort Zarcoff

### Trama
- Guest star: Richard Loo (Clown), Nate Esformes (Paco), Peggy Rea (donna), Foster Brooks (ubriaco), Noel Harrison (Lester V. Griffin), Amy Thomson (Iris Vander), Sándor Szabó (Malchek), Miko Mayama (Joy Sung), Richard Poston (editore)

## The Galloping Skin Game
- Prima televisiva: 3 dicembre 1968
- Diretto da: Michael Caffey
- Soggetto di: Leigh Chapman, Gene L. Coon

### Trama
- Guest star: Michael Masters (Sandone), Hannie Landman (Clarisse), Joseph La Cava (croupier), Bob Golden (Bonelli), Ricardo Montalbán (Nick Grobbo), Martine Beswick (Christine Leland), Michael Conrad (Anton), James McEachin (Earl Danton), Richard Kiel (Willy Trion), Don Diamond (messaggero), Katherine Berger (baronessa)

## Glass Riddle
- Prima televisiva: 17 dicembre 1968
- Diretto da: George Tyne
- Scritto da: B. W. Sandefur

### Trama
- Guest star: Roy Poole (Roper), Linda Lawson (Miss Forbes), Allen Emerson (Morris), Paul Langton (Preston Washburne), Marion Marshall (Myrna Latham), Jason Evers (Aubrey Latham), George Robotham (Webster)

## To Catch a Roaring Lion
- Prima televisiva: 31 dicembre 1968
- Diretto da: Marc Daniels
- Scritto da: Robert Malcolm Young

### Trama
- Guest star: Isaac Fields (Gara), Charles Lampkin (Prof. Kilghi), Ji Tu Cumbuka (Roosevelt), Jai Rich (impiegato), Brock Peters (Chak), Denise Nicholas (Toosdhi), Khigh Dhiegh (Fu Cheng), George Takei (Wo), Davis Roberts (Bardimhu), Ken Renard (Walamba), Larry Duran (Lee)

## Guess Who's Coming to Rio?
- Prima televisiva: 7 gennaio 1969
- Diretto da: Bruce Kessler
- Scritto da: Glen A. Larson

### Trama
- Guest star: Teri Garr (Maggie Philbin)

## The Artist is for Framing
- Prima televisiva: 21 gennaio 1969
- Diretto da: Don Weis
- Scritto da: Glen A. Larson, Martin Roth

### Trama
- Guest star: Alfred Dennis (Herman Grosse), Patrick Horgan (Vic Torres), Nelson Olmsted (Store Manager), Ted Roter (Sykes), Paul Henreid (ispettore Berman), Gia Scala (Angel), Dennis Patrick (avvocato), Bob Golden (ufficiale)

## The Naked Billionaire
- Prima televisiva: 28 gennaio 1969
- Diretto da: Norman Foster
- Scritto da: Stephen Kandel

### Trama
- Guest star: Peter Hobbs (Mr. Cook), Edward Ashley (Parnell Grady), William Bakewell (impiegato dell'hotel), Irwin Charone (manutentore), Peter Mark Richman (Carl Kovacs), Sally Kellerman (Nina Gray), Richard Carlson (Daniel Ryder), Walt Davis (guardia)

## A Matter of Grey Matter (1)
- Prima televisiva: 4 febbraio 1969
- Diretto da: Jack Arnold
- Soggetto di: Tony Barrett

### Trama
- Guest star: Barry Williams (Herbie DuBois), Michael Forest (Cheech), Edward Everett Horton (Lord Pelham-Gifford)

## A Matter of Grey Matter (2)
- Prima televisiva: 11 febbraio 1969
- Diretto da: Jack Arnold
- Soggetto di: Tony Barrett

### Trama
- Guest star: Michael Forest (Cheech), Barry Williams (Herbie DuBois)

## Catspaw
- Prima televisiva: 18 febbraio 1969
- Diretto da: Jerry Hopper
- Soggetto di: Joel Kane

### Trama
- Guest star: Danny Klega (aiutante), Allen Emerson (Mitchell), Tom Curtis (reporter), Gordon Ayres (reporter), Lloyd Bochner (Clayton Hewitt), Fernando Lamas (Pepe Rouchet), Sharon Acker (dottoressa Edwina Hopkins), Ann Prentiss (impiegato), Tom Basham (Anton Moreau), Duke Cigrang (guardia)

## Boom at the Top
- Prima televisiva: 25 febbraio 1969

### Trama
- Guest star: Shirley O'Hara

## The Funeral is on Mundy
- Prima televisiva: 11 marzo 1969

### Trama
- Guest star: Julie Newmar (Susan Stratten)

## The Baranoff Timetable
- Prima televisiva: 18 marzo 1969
- Diretto da: Michael O'Herlihy
- Scritto da: Carey Wilber, Mort Zarcoff

### Trama
- Guest star: Jessica Walter (Laurie Brooks), Larry D. Mann (Achille Morales)

## Rock-Bye, Bye, Baby
- Prima televisiva: 25 marzo 1969
- Diretto da: Seymour Robbie
- Scritto da: Mort Zarcoff

### Trama
- Guest star: Gregory Sierra (Fletcher)

## The Family
- Prima televisiva: 1º aprile 1969
- Diretto da: Joseph Sargent
- Scritto da: David P. Harmon, K.C. Alison

### Trama
- Guest star: Sidney Clute (dottor Byron), Carla Borelli (Laura Cannon), Gordon Pinsent (Gerald Lockridge)

## 38-23-36
- Prima televisiva: 8 aprile 1969
- Diretto da: Anton Leader

### Trama
- Guest star:

## The Great Chess Gambit
- Prima televisiva: 15 aprile 1969
- Diretto da: Jeannot Szwarc

### Trama
- Guest star:

## Mad In Japan
- Prima televisiva: 22 aprile 1969
- Diretto da: George Tyne
- Scritto da: Mort Zarcoff

### Trama
- Guest star: Sharon Acker (dottoressa Edwina Hopkins)